# Rasenkreuz in Meggen
Das Rasenkreuz in Meggen ist ein seit dem 30. Juni 1972 bestehendes, angeblich übernatürlich verursachtes Bodenbild in Meggen, einem Teilort von Argenbühl im Landkreis Ravensburg.

## Angebliches Wunder

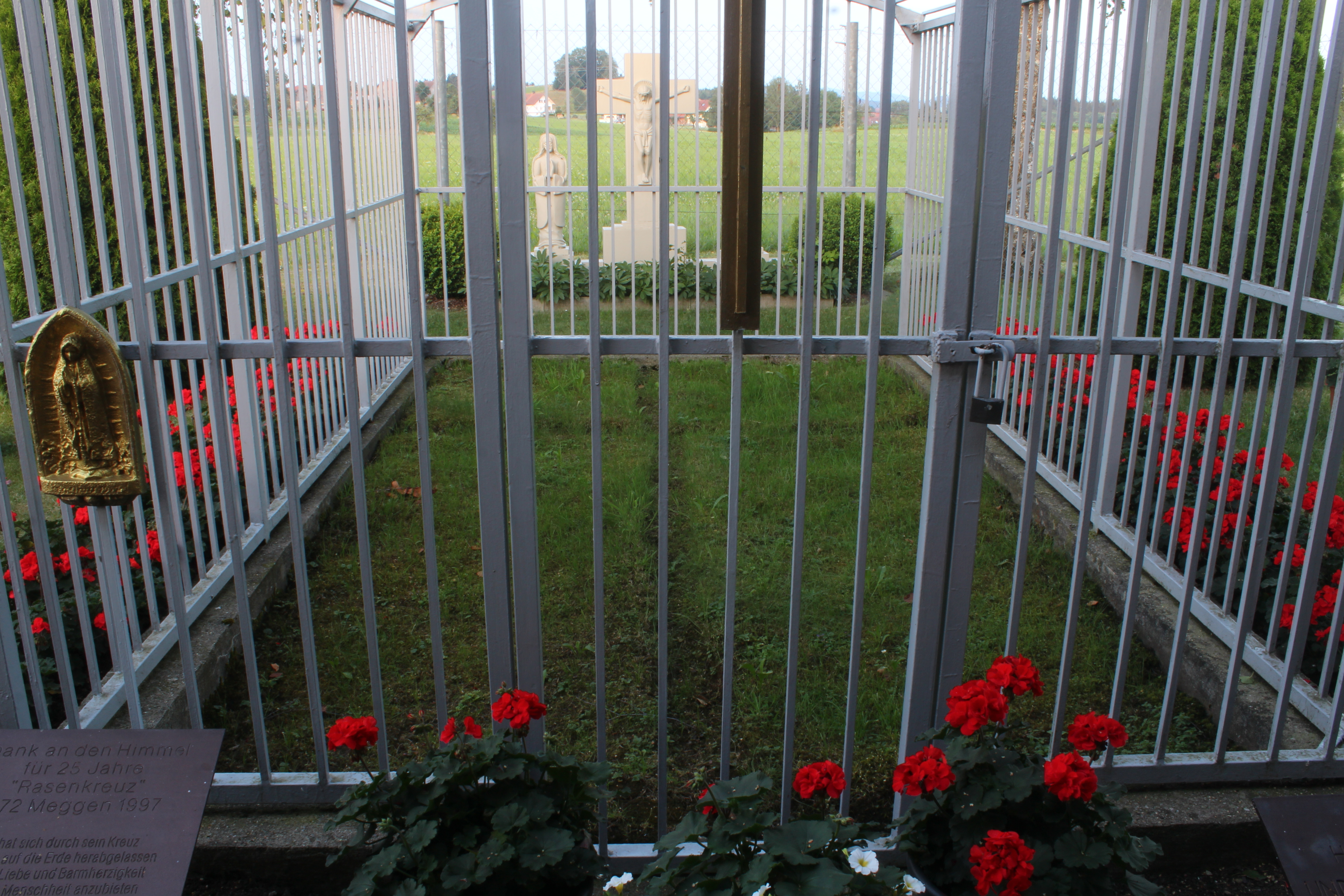
Rasenkreuz Meggen

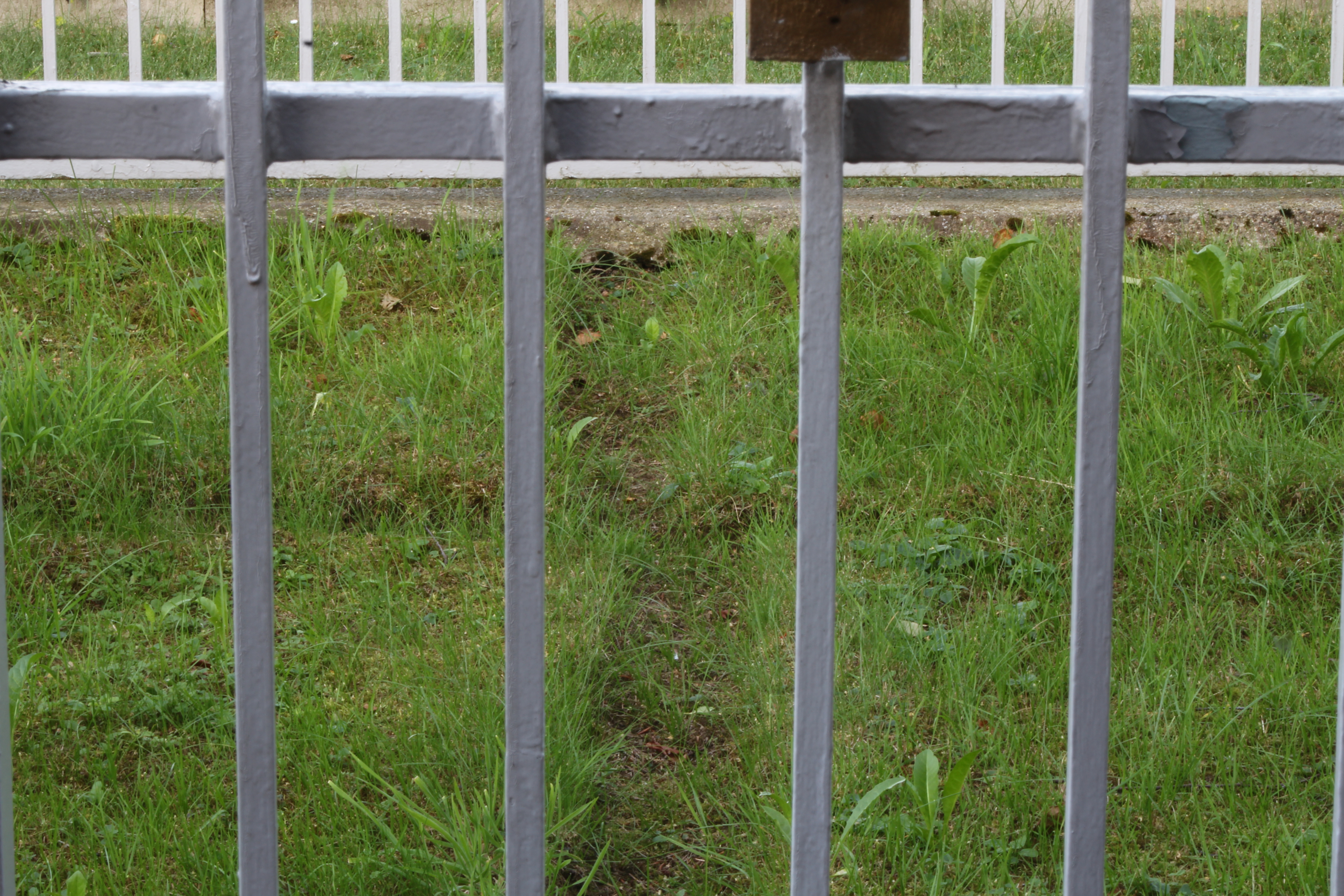
Detailansicht

Augustinus Hieber, der sogenannte „Segenspfarrer des Allgäus“, hatte vor seinem Tod 1968 prophezeit, dass nach seinem Tod in der Pfarrei Merazhofen ein Wunder geschehen werde.
Am 30. Juni 1972 entdeckte ein Landwirt einen kahlen Fleck auf seinem vorher mit Kunstdünger behandelten Feld. Er schenkte diesem Phänomen keine Beachtung. Wenig später entdeckte ein Bub ein Kreuz an dieser Stelle. Das Kreuz ist 3,30 m lang und 1,60 m breit; die Balkenbreite beträgt 20 cm. Der für Meggen zuständige Pfarrer von Merazhofen meldete den Vorfall an das zuständige bischöfliche Ordinariat in Rottenburg. Nach Angaben von Gläubigen sollen Untersuchungen der Universität Hohenheim keine Befunde ergeben haben.
Der Vorfall wird von der Diözese Rottenburg-Stuttgart nicht als Wunder anerkannt.
Bereits nach kurzer Zeit kursierte die Vermutung, das Rasenkreuz sei nicht durch ein Wunder entstanden, sondern von einem Scherzbold erzeugt worden. Eine im Oktober 1972 im Auftrag des zuständigen Dekans aus der Vertiefung entnommene Bodenprobe ergab, dass das Erdreich an dieser Stelle überdüngt war, wodurch dort nichts mehr wachsen konnte.

## Andachtsraum

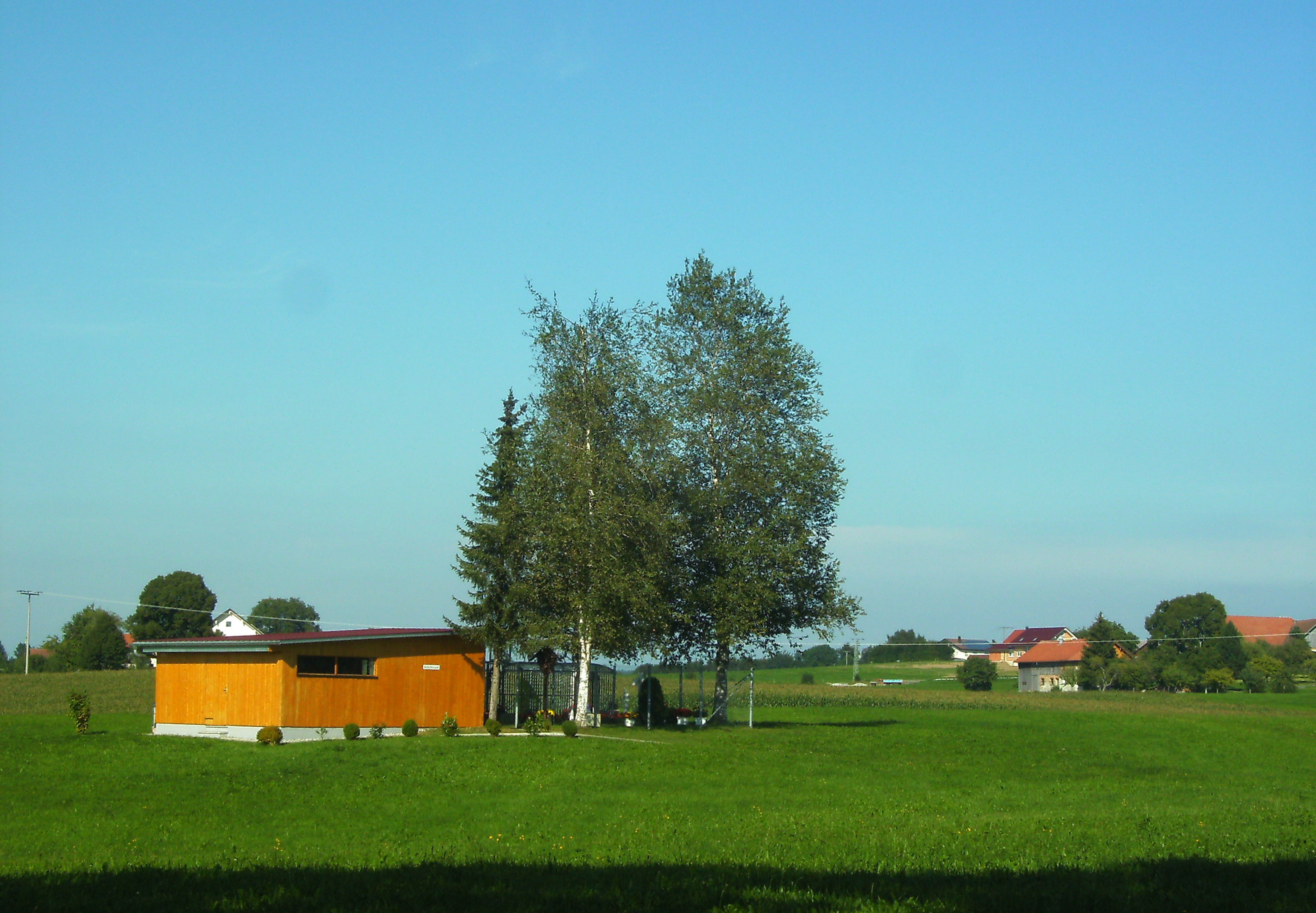
Andachtsraum

Im Jahre 2002 wurde ohne behördliche Genehmigung ein Andachtsraum bei dem Rasenkreuz errichtet. 2007 wurde dieser Andachtsraum mit der Genehmigung der Gemeinde Argenbühl erweitert. Er hat nicht den diözesanen Status einer Gebetsstätte.
Täglich besuchen im Durchschnitt fünfzig Personen das Rasenkreuz. Sie erhoffen sich durch den Besuch Heilung von ihren Krankheiten oder eine geistige Inspiration.